# Aonach Eagach
Aonach Eagach uitspraakⓘ (Nederlands: Getande Richel) is een 10 km lange bergrichel aan de noordzijde van de vallei Glen Coe. Aan de westelijke zijde ligt de Pap of Glencoe. Aan de oostelijke zijde ligt Devil's Staircase, een deel van de West Highland Way en het hoogste punt ervan. Het middelste gedeelte, 2 km lang, wordt Crazy Pinnacles (waanzinnige toppen) genoemd.
Een populaire route om de klim aan te vatten of om snel te richel te verlaten loopt via de Clachaig Gully tegenover Clachaig Inn. Vooral de afdaling langs Clachaig Gully wordt als gevaarlijk beschouwd. Loch Achtriochtan ligt aan de andere kant van de A82, de weg die langs Aonach Eagach loopt.
Aonach Eagach geldt als een van de moeilijkst te beklimmen richels in Groot-Brittannië. Hij bevat twee munros: Sgorr nam Fiannaidh (Nederlands: Piek van de Strijder van Fingal) , 967 m hoog en Meall Dearg (Nederlands: Ronde Rode Heuvel), 953 m hoog. Hij werd voor het eerst, in 1901, door Archibald Robertson beklommen. Volgens de legende kuste hij eerst de bergtop en toen zijn vrouw.

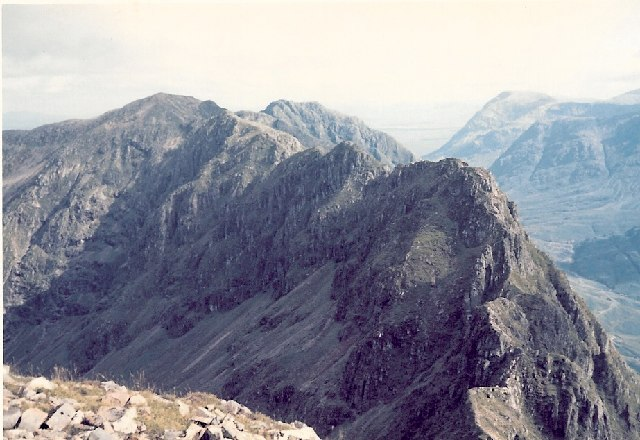
Crazy Pinnacles, ook de bruinebroekenrichel genoemd
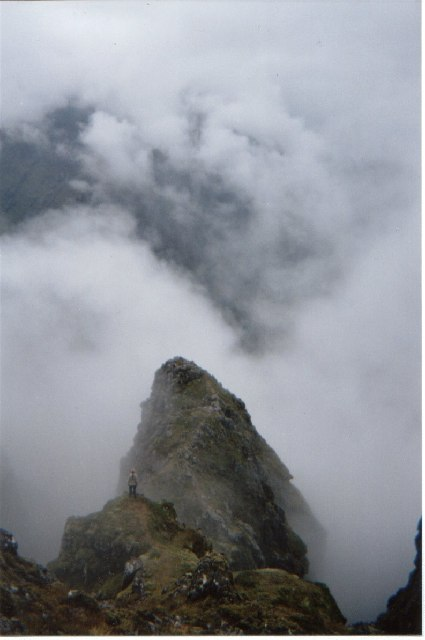
Een piek op de richel